# Garrett Smith
Garrett Smith (Seattle, Washington, 1967. december 14. –) amerikai labdarúgóhátvéd és labdarúgóedző; 1992 és 2002 között a Portland Pilots helyettes edzője, 2003 és 2017 között pedig vezetőedzője.

## Játékosként

### Iskolai
A Nathan Hale High Schoolba járt, emellett az USA U19-es válogatottjának játékosa is volt. A Portland Pilotsnál Clive Charles volt az edzője; 1989-ben elnyerte az All-America elismerést.

### Profi
1990-ben egy szezont játszott a Portland Timbersnél, majd az APSL-beli Seattle Stormhoz szerződött. 1990. november 23-án a MISL-beli San Diego Sockers játékosa lett; a szezon végén szerződése lejártával egy időre abbahagyta a labdarúgást. 1993. április 28-ától a Portland Pride tagja volt, 1995-ben végleg visszavonult.

## Edzőként
1992-ben a Portland Pilots nőilabdarúgó-csapatánál Clive Charles helyettese, majd Charles 2003-as halálával a csapat vezetőedzője lett. 2005-ben a csapat kijutott az NCAA bajnokságára, 2007-ben Smith-t pedig a szövetség az év edzőjének választotta. 2003-tól az egyetem labdarúgásért felelős igazgatóhelyettese is volt. 2017-ben kirúgták, utódja Michelle French lett.

## Fordítás
- Ez a szócikk részben vagy egészben  a   Garrett Smith című angol Wikipédia-szócikk ezen változatának fordításán alapul.  Az eredeti cikk szerkesztőit annak laptörténete sorolja fel. Ez a jelzés csupán a megfogalmazás eredetét és a szerzői jogokat jelzi, nem szolgál a cikkben szereplő információk forrásmegjelöléseként.